# ناوشکن کلاس نیکی
دیسترویر کلاس نیکی (به انگلیسی: Niki-class destroyer) یک کلاس از کشتی است که طول آن 67 m می‌باشد.